# Rita Hernández
Rita Hernández Martín (Las Palmas de Gran Canaria, 6 de marzo de 1969) es una exjugadora española de balonmano. Fue una de las integrantes del equipo femenino que compitió en los Juegos Olímpicos de Barcelona 1992. Actualmente trabaja como técnico deportivo en el pabellón que lleva su nombre en la ciudad de Telde.

## Historia
Jugadora polifacética pasó por todas las posiciones del terreno de juego menos el de portera. con el equipo canario del Vanyera Remudas (actualmente Rocasa Gran Canaria). Llegó al club cuando era cadete y fue llamada por la selección nacional junior con 17 años. Fue la primera jugadora olímpica del equipo canario. Se retiró de la pista en la temporada 2003-04.
Debutó en la selección nacional en el año 1987, contra la selección canadiense en un encuentro amistoso celebrado en Getafe. Su última participación fue contra la selección de Bulgaria, durante el mundial B de balonmano celebrado en el año 1992 en Lituania. Jugó un total de 69 partidos, con un registro goleador de 52 dianas 
En la actualidad, dentro de su trabajo como técnico deportivo, entrena a equipos escolares y se quedó con la espinita de entrenar a equipos de alguno de los clubes de Telde, pero nunca ha pensado en ejercer como primera entrenadora en un equipo senior.
Muy reivindicativa con los derechos de las mujeres, firmó un manifiesto que presentó UGT sobre la igualdad y los derechos de la mujer trabajadora.

### Balonmano playa
Rita Hernández fue una de las primeras jugadoras de balonmano playa de España. Disputó el primer torneo europeo, celebrado en Cádiz, en el año 2002 tras la llamada del seleccionador nacional Pedro Moreno Calvo. Compartió equipo con jugadoras como Marina Sánchez, Esther Sanjurjo, Rita Davidouskaia, Isabel Negrín, Ana María Rosa, Virginia Díez, Marta Mangué, Carmen Irigoyen, Asunción Rodríguez, entre otras. En total jugó 8 partidos y marcó un total de 33 dianas.  